# Valverde, Lombardiet
Valverde är en tidigare kommun i kommunen Colli Verdi i provinsen Pavia i regionen Lombardiet i Italien. 
Valverde upphörde som kommun den 1 januari 2019 och bildade med de tidigare kommunerna Canevino och Ruino den nya kommunen Colli Verdi. Den tidigare kommunen hade 281 invånare (2018) och huvudort var Mombelli.